# 릿쇼 대학
릿쇼 대학(일본어: 立正大学, りっしょうだいがく)은 일본의 사립대학이다. 본부는 도쿄도 시나가와구 오사키 4초메에 있다.
1580년에 니치렌슈 계열에서 설립한 학교를 연원으로 삼는 불교 대학이다. 건학 이념은 "진실, 정의, 평화"이다.

## 연혁

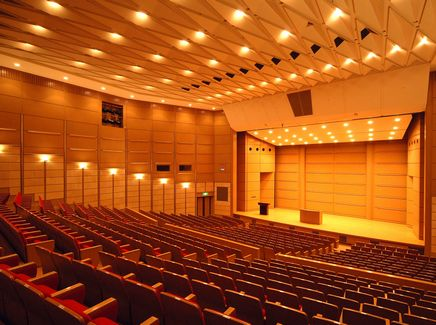
이시바시 단잔 기념당

- 1580년 : 학교 설립 (지바현 소사시)
- 1872년 : 종교원 개교
- 1904년 : 니치렌슈 대학림 설립
- 1907년 : 니치렌슈 대학으로 개칭
- 1924년 : 릿쇼 대학 설립
- 1925년 : 니치렌슈 대학을 릿쇼 대학 전문부로 개칭
- 1949년 : 신제 대학으로 개편
- 1952년 : 이시바시 단잔, 제16대 학장으로 취임
- 1992년 : 개교 120주년

## 학부

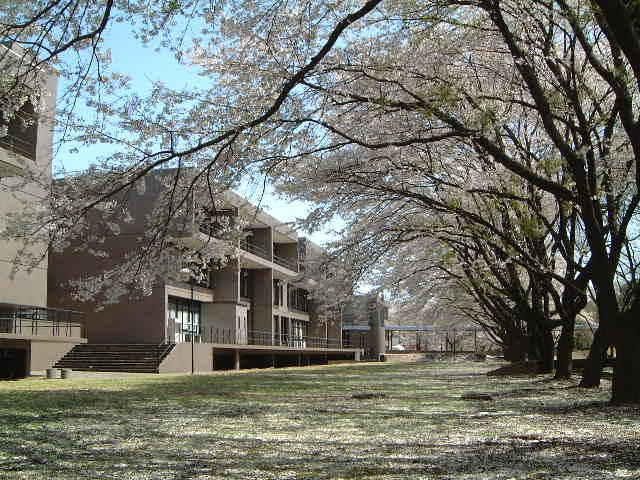
구마가야 캠퍼스

- 심리학부
- 지구환경과학부
- 사회복지학부
- 법학부
- 경영학부
- 경제학부
- 문학부
- 불교학부

## 대학원

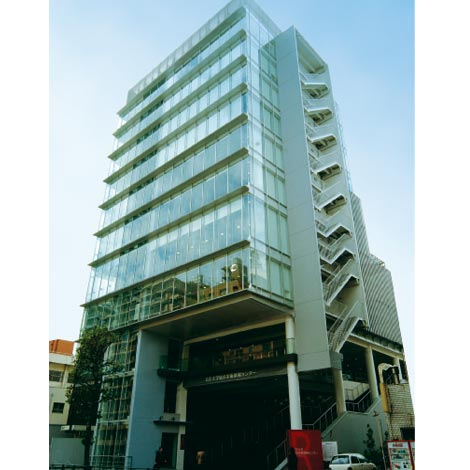
종합학술정보센터

- 문학연구과
- 경제학연구과
- 법학연구과
- 경영학연구과
- 사회복지학연구과
- 지구환경과학연구과
- 심리학연구과